# فرانك شامبرلن
فرانك شامبرلن (بالإنجليزية: Frank Chamberlin)‏ هو لاعب كرة قدم أمريكية أمريكي، ولد في 2 يناير 1978 في Mahwah, New Jersey ‏ في الولايات المتحدة، وتوفي في 17 نوفمبر 2013 في نيوجيرسي في الولايات المتحدة.

## وصلات خارجية
- فرانك شامبرلن على موقع مرجع كرة القدم المحترفة.كوم (الإنجليزية)